# Zastávka Obilní trh
Součástí zastávky Obilní trh v Brně je čekárna pouliční dráhy, drobná funkcionalistická stavba občanské vybavenosti na ulici Údolní při dolním konci náměstí Obilní trh. Jedná se o poslední zachovanou čekárnu od architekta Oskara Pořísky. Je chráněna jako kulturní památka.
Zastávka se nachází při tramvajové trati Komenského náměstí – Masarykova čtvrť, náměstí Míru (linka č. 4). Využívají ji také trolejbusy linek č. 38 a 39 s konečnou na nedalekém Komenského náměstí a některé noční autobusové linky.

## Historie
Čekárnu navrhl v roce 1926 tehdy ani ne třicetiletý architekt Oskar Poříska, autor mimo jiné již nedochovaných čekáren s obchody na náměstí Svobody a na Moravském náměstí. Byla postavena zřejmě v letech 1928 či 1929. Tvoří ji jednoduchý železobetonový přístřešek otevřený k jihu, jehož zadní stěna plynule přechází ve stropní desku a tvoří pro Pořísku typický motiv zaoblené hrany. Byla vybavena červenou lavicí z umělého kamene a skleněnými bočními stěnami. Na zadní stěně byly bílé obkladačky z opaxitu a dveře, kterými se vstupovalo do malého prostoru (nejspíše telefonní budka). Podlaha, s dvěma stupni po krajích, byla vyplněna luxfery, kterými byly osvětleny toalety pod zastávkou. K těm se vstupovalo po schodech na obou stranách zastávky.
Toalety umístěné pod terénem jsou od 80. let 20. století mimo provoz a společně s celým objektem čekárny chátraly. Její majitel, Dopravní podnik města Brna, na ní prováděl pouze nejzákladnější údržbu a např. prostor záchodů uzavřel novou mříží.
V srpnu 2008 byla stavba prohlášena nemovitou kulturní památkou.

### Rekonstrukce

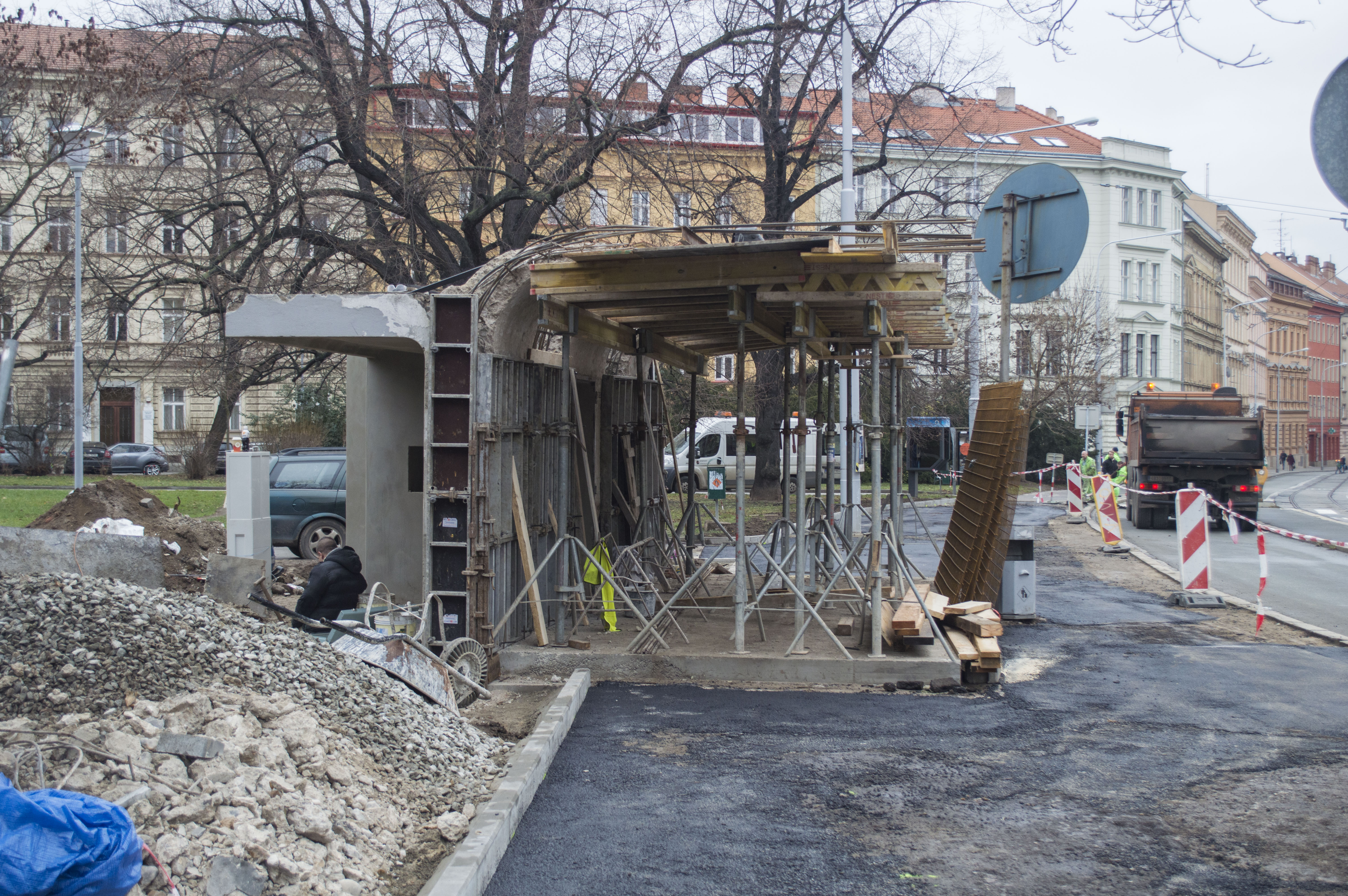
Čekárna během rekonstrukce

Na jaře 2012 představili architekti Tomáš Rusín a Ivan Wahla z Atelieru RAW plán pro přestavbu chátrající čekárny na kavárnu Tram Café. Městská část Brno-střed si vzala záměr za svůj a chtěla do přestavby investovat kolem 2,7 milionu korun, pokud by získala souhlasná stanoviska památkářů a hygieniků. Od záměru kavárny však bylo z památkových důvodů upuštěno, stav kanalizace a finanční náročnost znemožnily obnovení toalet, plán nevyhovoval požárním a hygienickým normám. Radnice místo toho přistoupila na pouhou rekonstrukci s ponecháním původního účelu a s předpokládanou cenou asi 1,6 nebo 1,7 milionu korun. V roce 2014 zjistil stavebně-technický průzkum, že zastávka je v havarijním stavu. Oprava započala na konci srpna 2015 a měla podle plánů skončit v listopadu téhož roku, s maximálním zachováním původní konstrukce a tvarově věrným kopírováním původního Pořískova řešení.

#### Poškození památky
S brněnskou firmou Štuk Helma, která rekonstrukci prováděla za 1,9 milionu korun, byla v únoru roku 2016 přerušena smlouva o opravě. Rozhodlo tak jednání pracovníků odboru památkové péče magistrátu, stavebního úřadu, architektů a statika za přítomnosti zástupců městské části Brno-střed, protože firma nepostupovala podle projektové dokumentace a betonáž provedla bez odsouhlasení statika, čímž došlo ke změně tvaru stavby a poškození památky. Firma neměla s opravami podobných památek zkušenosti a betonáž provedla špatně, do armatury navíc vložila ocelový nosník. K opravě byla vybrána nová firma (Tocháček), která stávající špatné opravy odstranila a zhotovila znova.

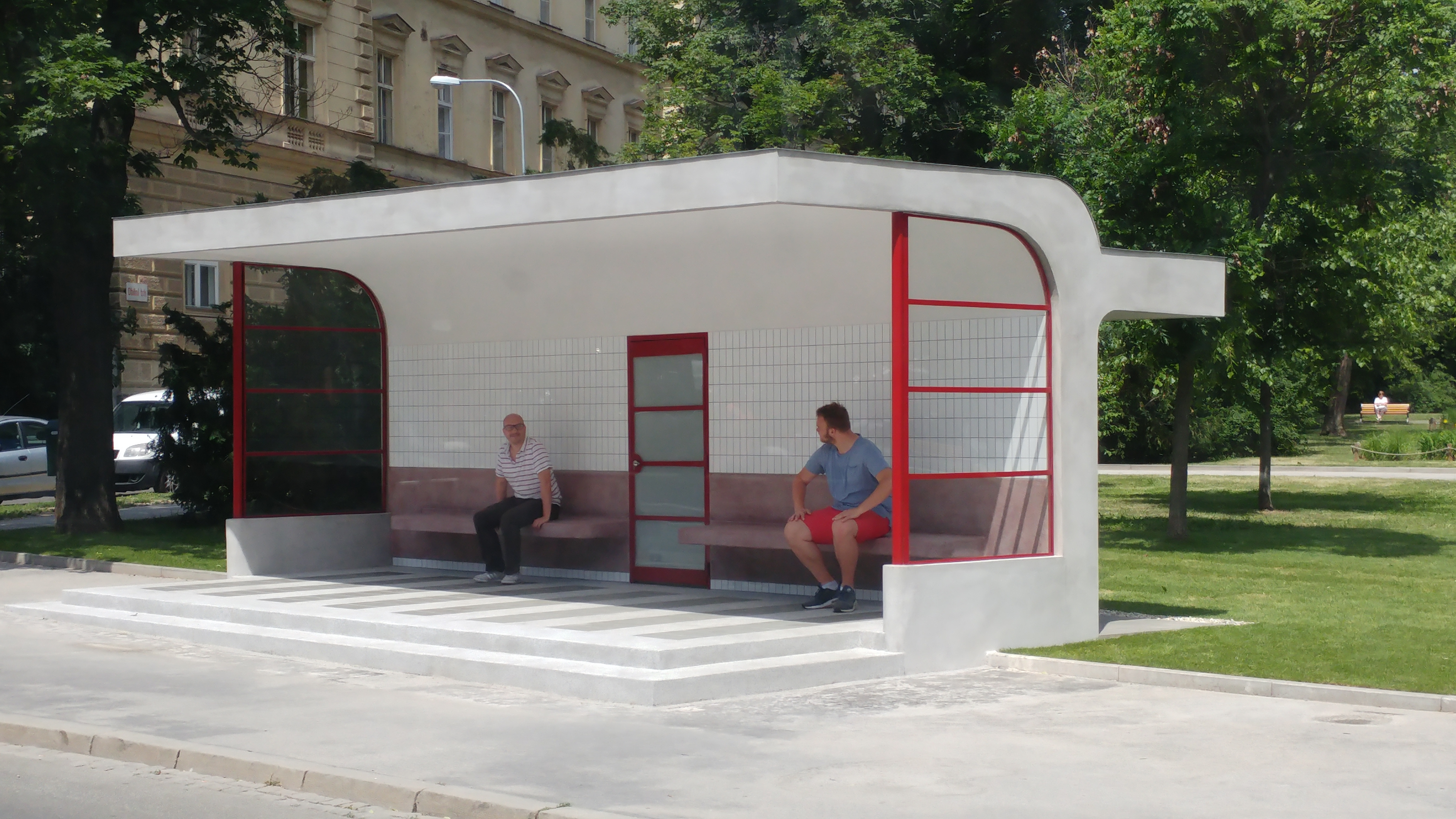
Rekonstruovaná zastávka

Ministerstvo kultury následně obdrželo podnět k vyřazení zastávky ze seznamu kulturních památek od restaurátora Radka Ryšánka. Podle něj došlo ke zničení téměř poloviny původní hmoty památky, původních obkladaček a podzemní části se záchody, které byly osvětleny skrze luxfery v podlaze zastávky. Podzemní část byla zalita betonem a luxfery odstraněny. Ministerstvo považovalo podnět za důvodný, avšak brněnské pracoviště Národního památkového ústavu s vyškrtnutím zastávky ze seznamu nesouhlasilo, i když uznávalo její poškození. Památkáři měli údajně pochybit při týdenních kontrolách oprav, podle ředitele brněnského NPÚ Zdeňka Váchy však nebylo možné odhalit chyby před odstraněním bednění, navíc uznal, že obnova moderní architektury je komplikovaná právě kvůli korozi materiálů. Firma, která špatnou opravu provedla, pochybení odmítala, radnice však po ní hodlala vymáhat způsobené škody a náklady navíc.

#### Dokončení rekonstrukce
Obnova zastávky byla dokončena 31. května 2017, kdy byla předána městské části. Cena za rekonstrukci, navrženou Atelierem RAW a provedenou stavební firmou Tocháček, dosáhla částky 2 668 959 korun. Originální prvky (ocelové zasklení bočních výplní a dveře) byly restaurovány. Nedochované skleněné obložení zadní stěny a podlaha a lavice z umělého kamene byly nahrazeny replikami.

## Galerie

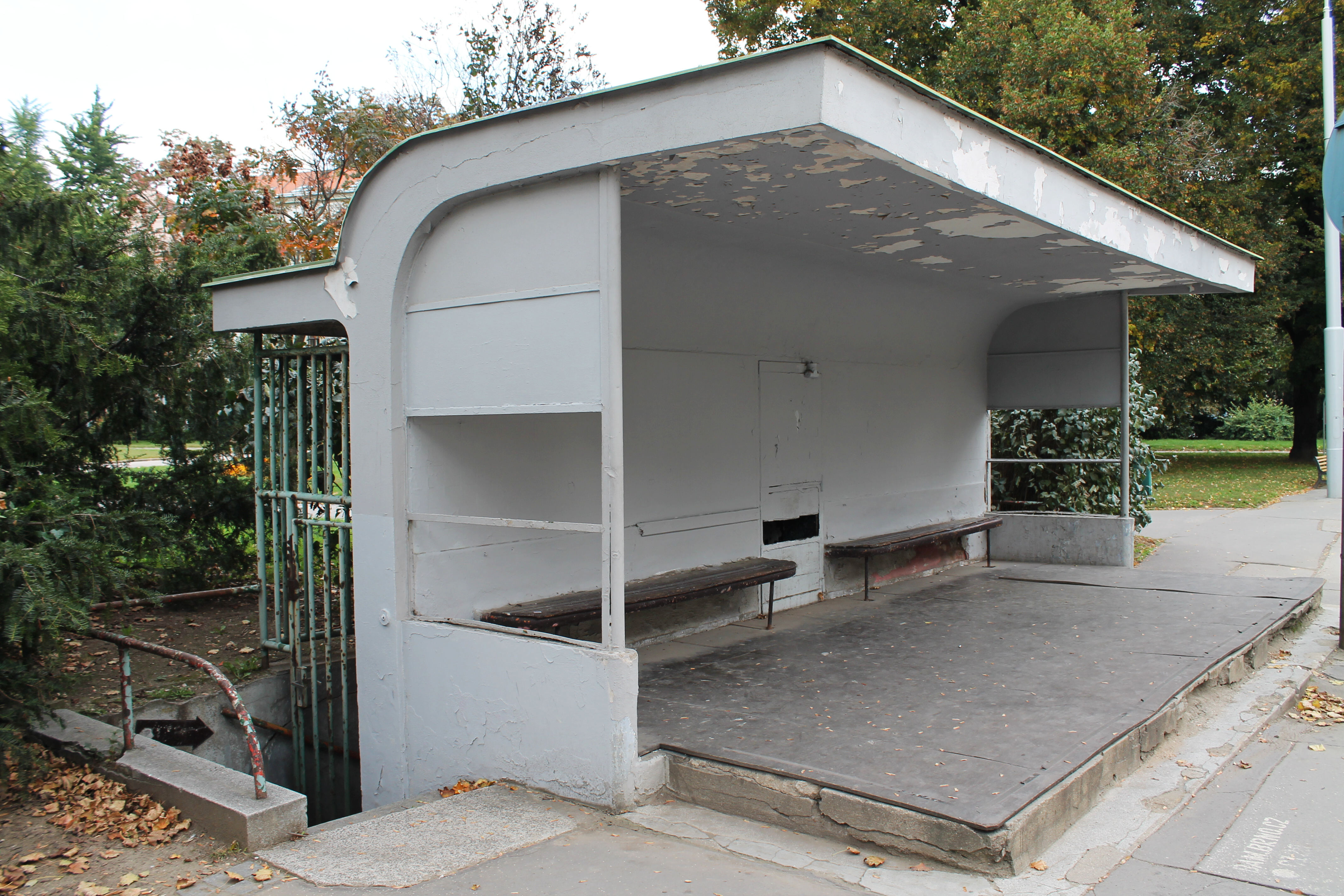
Čekárna zastávky v roce 2013
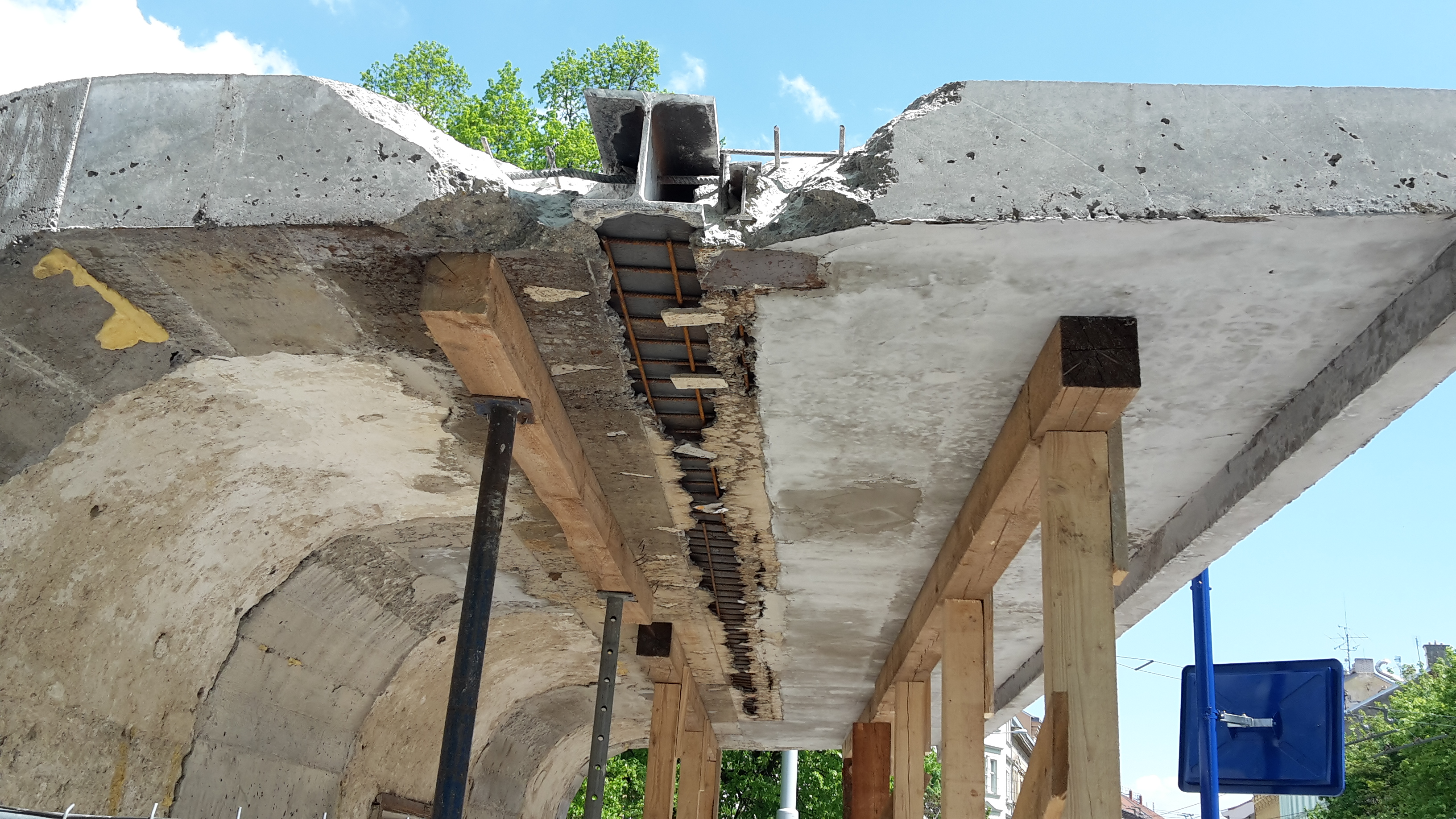
Odhalená traverza zalitá do betonu
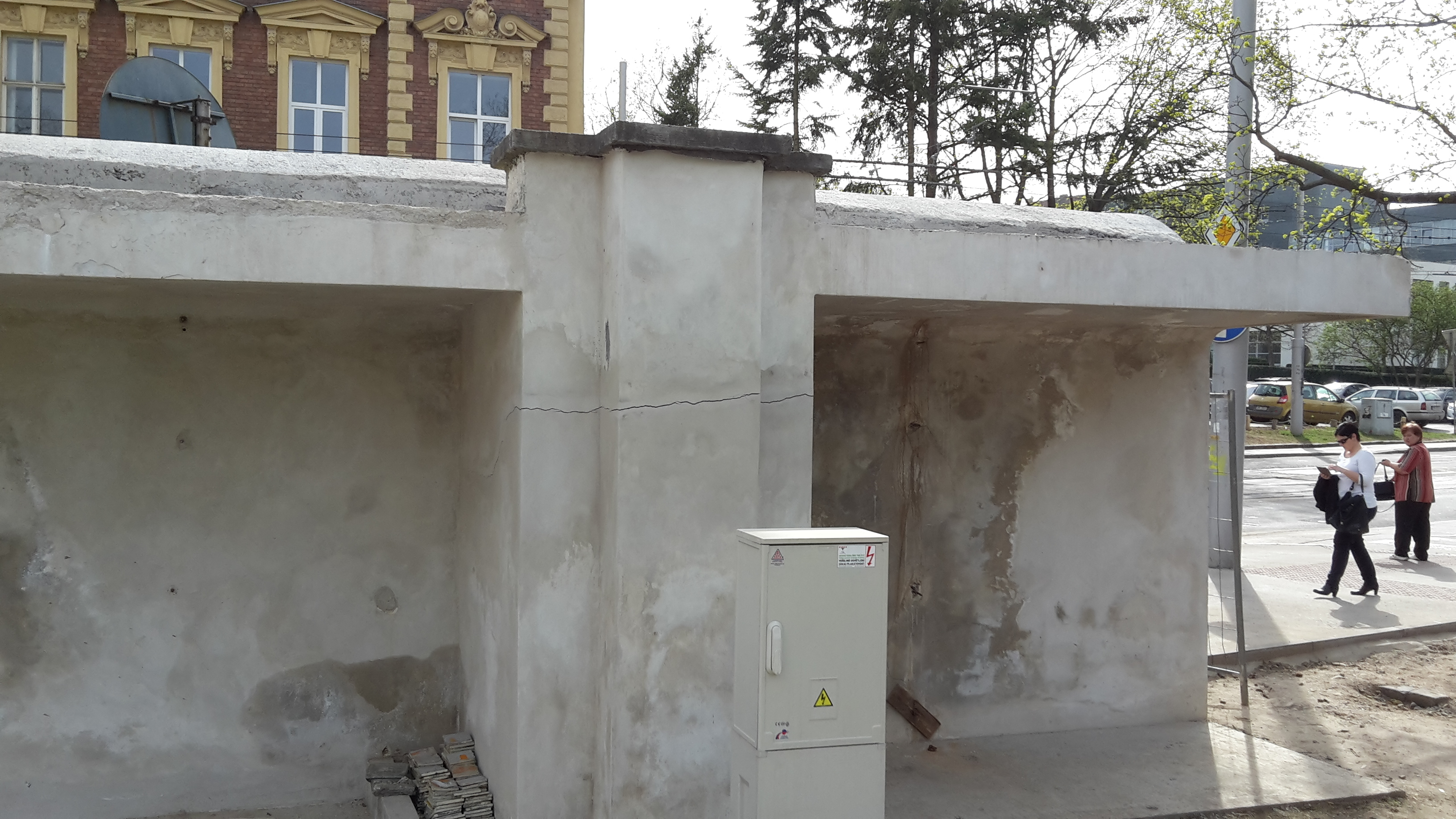
Prasklina v zadní části zastávky
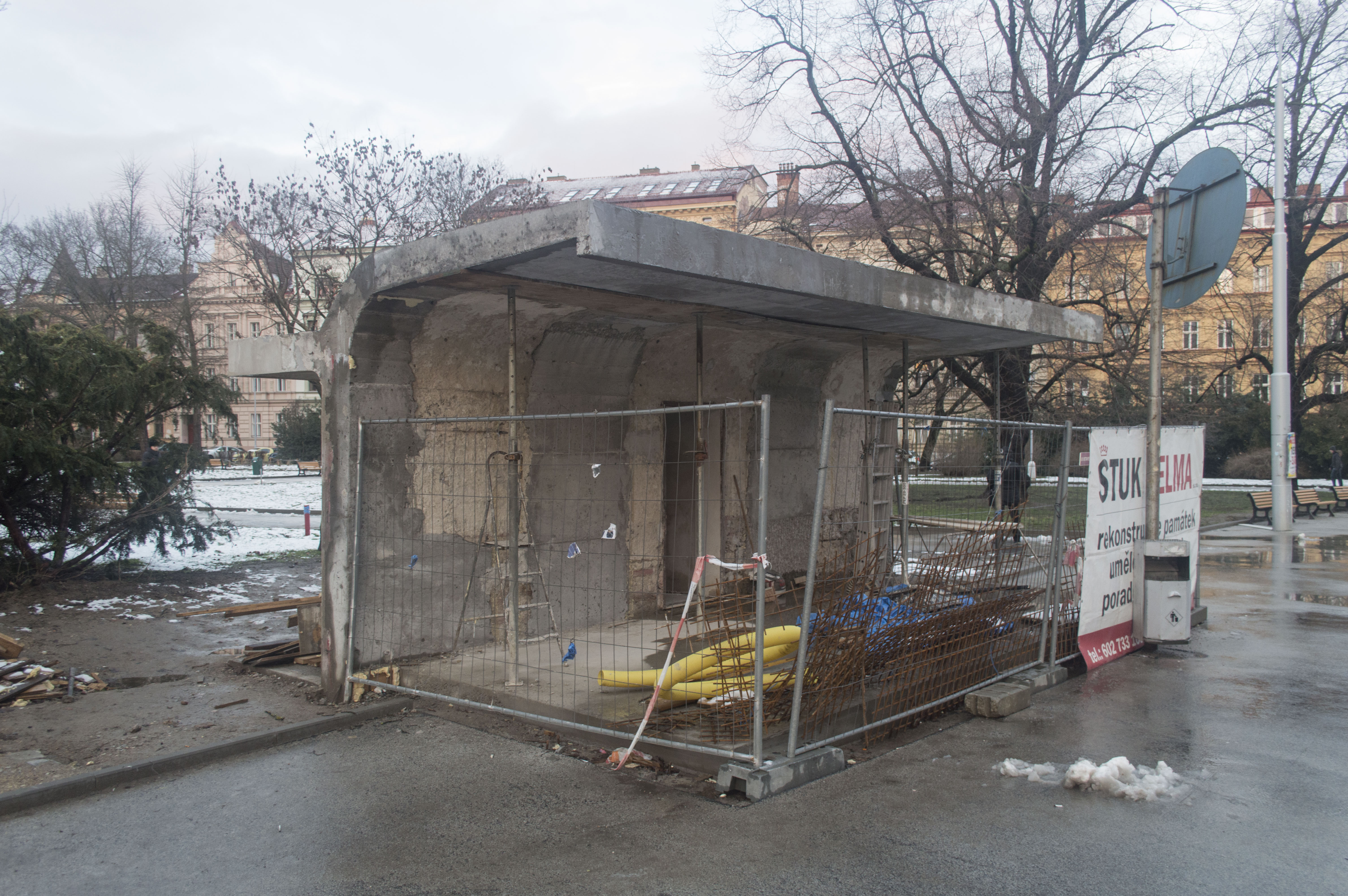
Stav v březnu po opravě první firmy
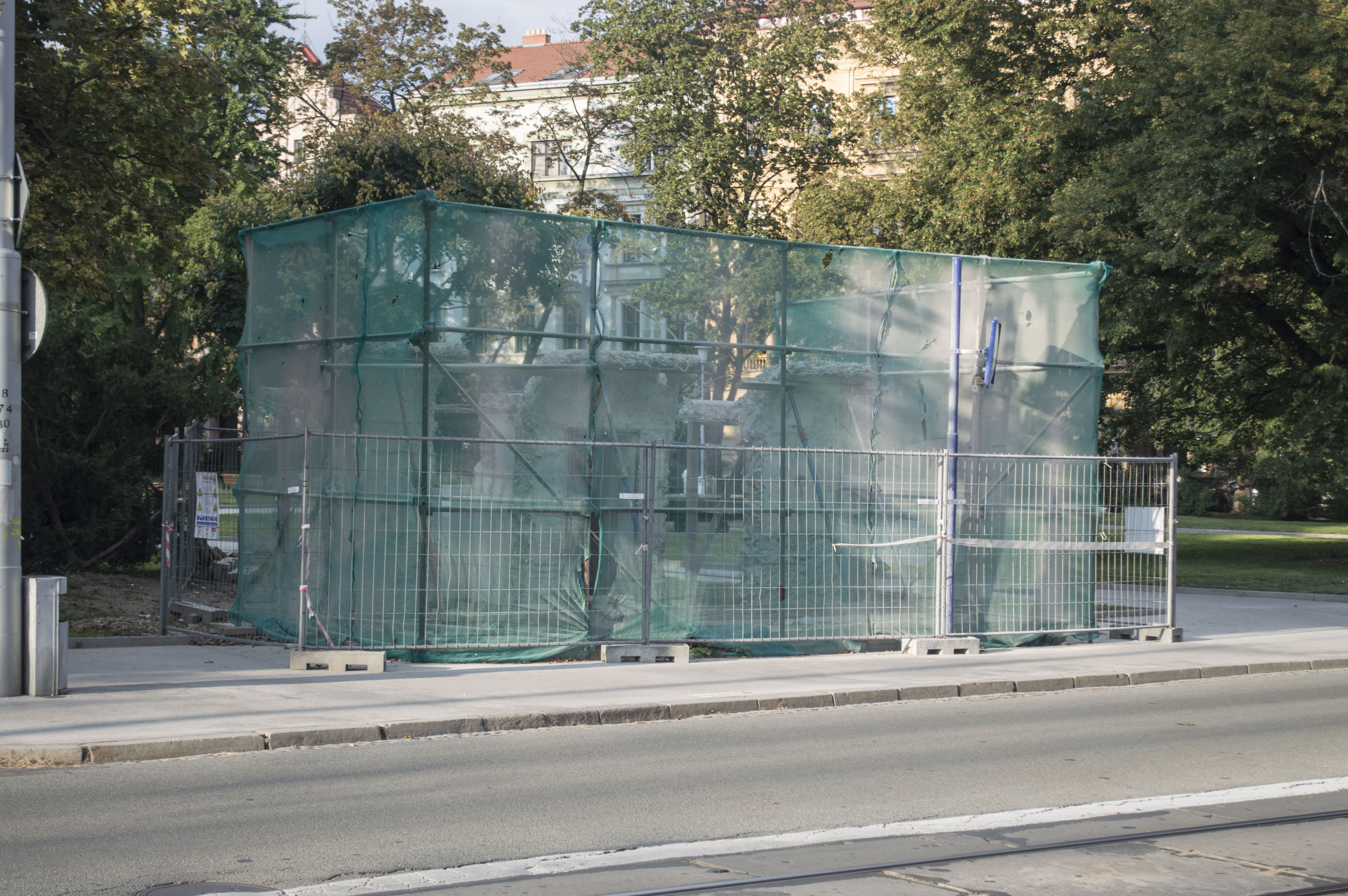
Během opravy další firmou
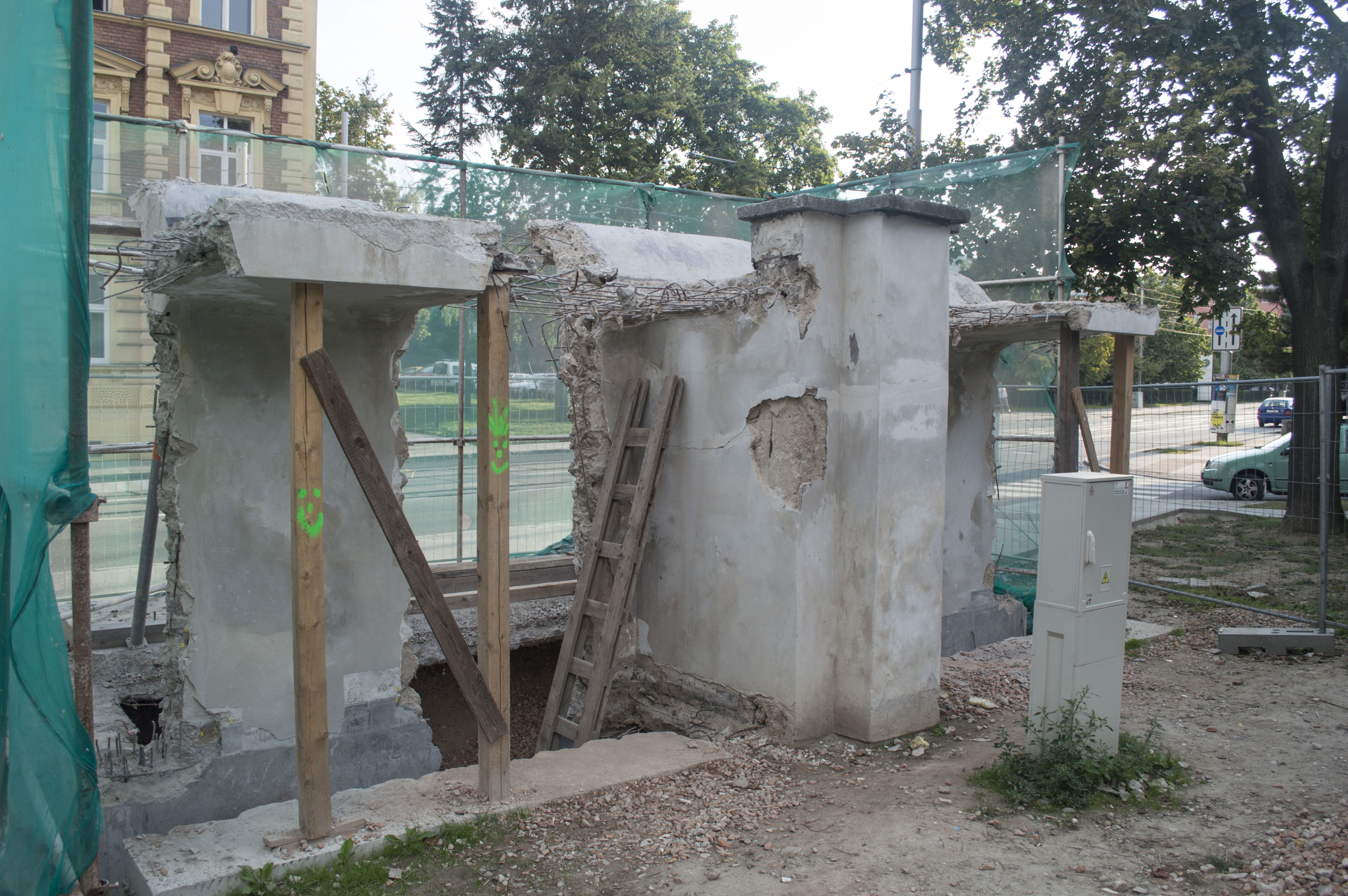
Oprava další firmou – pohled zezadu
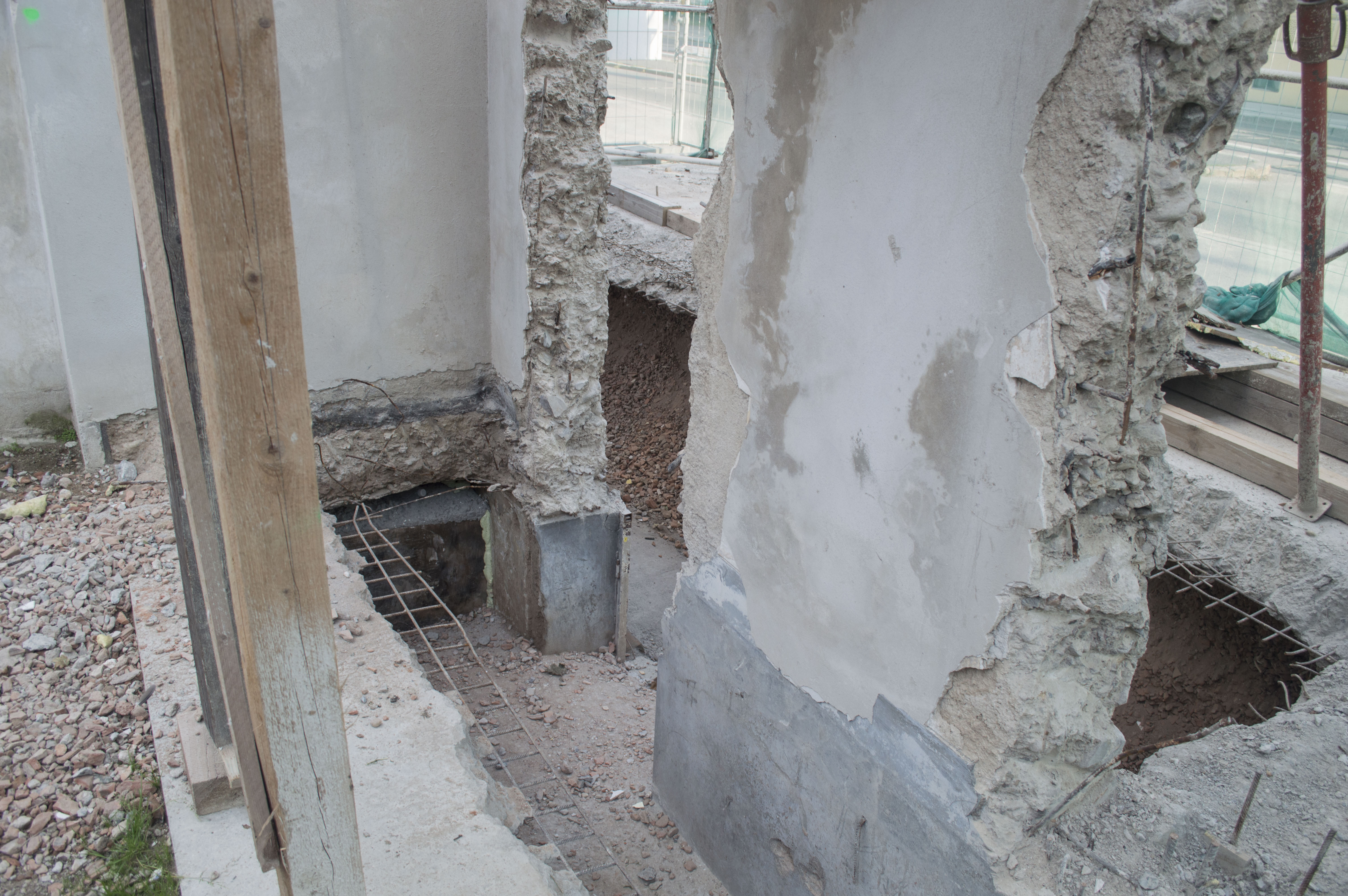
Detail zdiva